# Символьне інтегрування
В математичному аналізі символьне інтегрування — знаходження первісної або невизначеного інтеграла функції f(x), тобто пошук диференційовної функції F(x), такої що
{\displaystyle {\frac {dF}{dx}}=f(x).}
Позначення:
{\displaystyle F(x)=\int f(x)\,dx.}
Термін символьне використовується, щоб відрізнити від чисельного інтегрування, в якому обчислюється конкретне значення визначеного інтеграла {\displaystyle \textstyle F(x)=\int \limits _{a}^{b}f(x)\,dx} за значеннями f(x).
Обидві задачі мали велику теоретичну і практичну значущість задовго до ери цифрових комп'ютерів, але тепер їх дослідження проводиться в галузі інформатики, оскільки створені й розвиваються системи комп'ютерної алгебри.
Пошук похідної — простий процес, для якого легко визначити алгоритм. Обернена задача значно складніша, часто інтеграл від елементарної функції не подаваний у замкненій формі (комбінації скінченного числа елементарних функцій). Див. «Первісна».
Процедура, звана алгоритмом Ріша, здатна визначити, чи існує інтеграл і знайти його для багатьох класів функцій. Цей алгоритм продовжують вдосконалювати.

## Приклади
{\displaystyle \int x^{2}\,dx={\frac {x^{3}}{3}}+C}
символьний результат (невизначений інтеграл), C — стала інтегрування;
{\displaystyle \int \limits _{-1}^{1}x^{2}\,dx={\frac {2}{3}}}
символьний результат (визначений інтеграл);
{\displaystyle \int \limits _{-1}^{1}x^{2}\,dx\approx 0{,}6667}
чисельний результат для даного прикладу.